# 페이스 오브 뷰티 인터내셔널

페이스 오브 뷰티 인터내셔널(Face Of Beauty International)은 2012년 Miss Teen Face of Beauty는 이름으로 태국에서 첫번째 대회가 열렸으며 2013년 대회명을 Face of Beauty International 변경하였다.
본사는 뉴질랜드 오클랜드에 소재하고 있으며, 설립자는 Mila Manuel이다.
2012년 Thai, Chiang Mai에서 개최되었으며, 한국대표로 이세이가 출전 하였다.
2013년 Tahi, Na Chom Thian에서 개최되었으며, 한국대표로 정민선이 출전 하였다.
2014년 대만 타이중에서 개최되었으며, 한국대표로 주아령이 출전 하였다.
2015년 대만 카오슝에서 개최되었다.
2016년 몽골 울란바타르에서 개최되었으며, 한국대표로 윤민이가 출전 하였다.
2017년 인도 뉴델리에서 개최되었으며, 한국대표로 장신애가 출전 하였다.
2018년 인도 뉴델리에서 개최되었으며, 한국대표로 신예지가 출전 하였다.
2019년 필리핀 Clark에서 개최되었으며, 한국대표로 김상민이 출전하여 Best National Costume을 수상 하였다.
페이스 오브 뷰티 인터내셔널 한국대표를 선발하는 대회는 2019년까지 미스그린코리아 선발대회에서 진행하였으나, 2020년부터는 세계 5대 그랜드슬램 대회인 미스 투어리즘 퀸 인터내셔널, 그리고 메이저 세게대회인 미스 아시아 퍼시픽 인터내셔널과 함께 새롭게 진행되는 미스 로얄 코리아 선발대회에서 수상한 미인들이 출전하게 된다.

## 같이 보기
- 미스 로얄 코리아
- 미스 투어리즘 퀸 인터내셔널
- 미스 아시아 퍼시픽 인터내셔널
- 미스 그랜드 인터내셔널
- 미스 그랜드 코리아
- 미스 코리아
- 미스 유니버스
- 미스 월드
- 미스 인터내셔널
- 세종대왕 소헌왕후 선발대회